# Llanos
Llanos (španělsky roviny, prérie) je rozsáhlá oblast vlhkých savan v severní části jihoamerického kontinentu. Táhne se od jihozápadu k severovýchodu v délce až 1300 km a zaujímá nížinu v povodí Orinoka, ohraničenou Venezuelským pobřežním pohořím, Andami a Guyanskou vysočinou. Zahrnuje území kolumbijských departementů Meta, Arauca, Casanare, Vichada a Guainía a venezuelských spolkových států Apure, Barinas, Portuguesa, Cojedes, Guárico, Anzoátegui a Monagas. Významnými městy jsou Villavicencio, Yopal, San Fernando de Apure, Puerto Ayacucho a Maturín.
Vzhledem k pravidelným záplavám je osídlení relativně řídké a infrastruktura nevyvinutá. Obyvatelé tohoto kraje jsou nazýváni llaneros a zabývají se převážně dobytkářstvím. K jejich specifické kultuře patří soutěže coleo, v nichž prokazují své jezdecké umění, kroj liqui liqui a tanec joropo. Pěstuje se rýže, čirok a palma olejná, nacházejí se zde rovněž velká ložiska ropných břidlic. Významnou dopravní tepnou je Autopista José Antonio Páez.
Region leží v tropickém pásu, průměrné teploty se pohybují mezi 22 a 30 °C. Střídají se suchá a deštivá období, od května do října je krajina zaplavena až do výšky jednoho metru. Pláně porostlé až půl metru vysokou travou se střádají s řídkými lesíky, v nichž dominují kopernicie a kasie. Z roviny místy vyčnívají kopečky zvané surales, které jsou tvořeny exkrementy obřích dešťovek rodu Andiorrhinus. Typickými druhy jsou kapybara, pekari páskovaný, mravenečník velký, pásovec pampový, aguti zlatý, jaguár americký, hoacin chocholatý, ibis rudý, tyran Phelpsův, krokodýl orinocký nebo piraňa obecná. Chráněnými územími jsou národní park Santos Luzardo, Národní park El Tuparro a národní park Aguaro-Guariquito a další.